# 李士實
李士實（1443年—1519年），字若虛，號白洲，江西南昌府新建縣人，明朝政治人物。官至都察院右都御史致仕。正德十四年（1519年）參與寧王之亂後被處決。

## 生平
天順六年（1462年）壬午科江西鄉試第七十四名舉人，成化二年（1466年）丙戌科進士。授刑部主事，升員外郎、郎中，十七年（1481年）八月出為浙江按察司副使，二十三年（1487年）三月調廣東按察司副使，弘治六年（1493年）三月升廣東按察使，九年（1496年）二月升山東右布政使，八月升山東左布政使，十一年（1498年）十月任都察院右副都御史、巡撫雲南，十三年（1500年）升刑部右侍郎，十八年（1505年）六月引疾回籍，正德三年（1508年）致仕。五年（1510年）起為都察院右都御史、撫治鄖陽，六年（1511年）十一月改南京都察院右都御史，掌南京都察院事，未赴任，七年（1512年）五月改都察院右都御史、巡撫湖廣，七月召赴京掌都察院事，八年（1513年）十一月致仕。
正德十四年（1519年），寧王朱宸濠在南昌府起兵反叛，李士實是主要謀士之一。七月二十六日寧王兵敗，李士實被擒後，押回南昌，伍文定將其怒打二十（一說被南昌人亂捶而死），傷重而死於獄中。仇家將其碎屍，首級被送到京師，家產籍沒。

## 著作
李士實善畫工詩，書法獨特，有書法作品傳世至今。著有《世史積疑》，該書今已佚。

## 家族
曾祖李敏文；祖父李希懋；父李子聽，號淡簡。母羅氏。慈侍下。兄李士賡、李士質。